# Matt Skelton
Matt Skelton (* 23. Januar 1967 in Bedford, Vereinigtes Königreich) ist ein britischer Schwergewichtsboxer.

## Karriere
Skelton begann seine Karriere als Profiboxer 2002 im Alter von bereits 35 Jahren. Zuvor betrieb er professionell die Kampfsportarten Muay Thai und K-1. Im Jahr 2004 gewann er gegen Julius Francis den englischen und gegen Michael Sprott den britischen und Commonwealth-Schwergewichtstitel. Am 25. Februar 2006 boxte Skelton gegen Danny Williams. In diesem Kampf verlor Skelton knapp nach Punkten und musste damit seine erste Niederlage hinnehmen. Einen Rückkampf gegen Williams am 8. Juli 2006 konnte Skelton jedoch relativ klar nach Punkten für sich entscheiden.
Promoter Frank Warren kündigte vor dem Kampf an, dass Verhandlungen laufen würden, dass der Gewinner gegen WBA-Weltmeister Nikolai Walujew kämpfen solle. Ein Angebot, in einer freiwilligen Titelverteidigung gegen WBC-Titelträger Oleg Maskajew anzutreten, lehnte Skelton ab.
Im Dezember 2006 sollte Skelton in London gegen Audley Harrison antreten, er musste den Kampf allerdings knapp 1,5 Wochen vor dem Kampftermin absagen, da er sich im Training die Hand gebrochen hatte. Stattdessen boxte er am 19. Januar 2008 in Düsseldorf gegen den Usbeken Ruslan Chagayev um die WBA-Weltmeisterschaft, verlor allerdings deutlich über zwölf Runden nach Punkten.
Am 19. Dezember 2008 besiegte Skelton den Italiener Paolo Vidoz in Mailand im Kampf um die vakante Europameisterschaft im Schwergewicht vorzeitig, Vidoz gab den Kampf nach der neunten Runde auf. Überraschend verlor Skelton dann im Februar 2009 gegen den zwar ungeschlagenen, aber nur wenig angesehenen 37-jährigen Nordiren Martin Rogan durch technischen KO in der elften Runde.
Am 19. September 2009 verlor er durch Aufgabe (TKO) gegen Francesco Pianeta  wegen einer Handverletzung in der Pause zur 10. Runde.